# Al Stillman
Al Stillman (* 26. Juni 1906 in New York; † 17. Februar 1979 ebenda) war ein US-amerikanischer Songwriter.

## Leben
Stillman studierte an der New York University und wurde danach Mitarbeiter des Kolumnisten Franklin P. Adams. Ab 1933 war er Staff-Writer der Radio City Music Hall. Seine Songtexte wurden von Komponisten wie Arthur Schwartz, George Gershwin, Ernesto Lecuona, Fred Ahlert, Percy Faith, Paul McGrane, Irvin Graham, Jimmy Shirl und Ervin Drake  vertont und von Interpreten wie  Ella Fitzgerald (I’m Not Complaining, I’m Up a Tree, Don’cha Go ’Way Mad) und Billie Holiday (I Wish I Had You, With Thee I Swing, It’s Not for Me to Say) gesungen.
In Zusammenarbeit mit dem Komponisten Robert Allen entstanden u. a. Songs für The Four Lads (Moments to Remember, No, Not Much!), Johnny Mathis (Chances Are, It’s Not for Me to Say) und Perry Como (Home for the Holidays, My One and Only Heart, You Alone). Cher hatte 1972 einen Top-Ten-Hit mit The Way of Love. Stillman schrieb außerdem für Bühnenproduktionen wie Virginia, It Happens on Ice, Stars on Ice, Howdy, Icetime of 948 und Mr. Ice, und seine Songs wurden in zahlreichen Film- und Fernsehproduktionen verwendet. 1982 wurde er in die Songwriters Hall of Fame aufgenommen.